# فريدي برينز
فريدي جيمس برينز (بالإنجليزية: Freddie Prinze)‏ (من مواليد فريدريك كارل برويتزل ؛ 22 يونيو 1954 - 29 يناير 1977) ممثل كوميدي أمريكي، كان نجم المسرحية الهزلية لشبكة تلفزيون إن بي سي تشيكو والرجل من عام 1974 حتى وفاته في عام 1977. برينز هو والد الممثل فريدي برينز جونيور.

## الروابط الخارجية
- فريدي برينز على موقع IMDb (الإنجليزية)
- فريدي برينز على موقع الموسوعة البريطانية (الإنجليزية)
- فريدي برينز على موقع ألو سيني (الفرنسية)
- فريدي برينز على موقع ميوزك برينز (الإنجليزية)
- فريدي برينز على موقع أول موفي (الإنجليزية)
- فريدي برينز على موقع إن إن دي بي (الإنجليزية)
- فريدي برينز على موقع ديسكوغز (الإنجليزية)
- فريدي برينز على موقع قاعدة بيانات الفيلم (الإنجليزية)
- فريدي برينز على موقع كينوبويسك (الروسية)

- Remembering Freddie website
- فريدي برينز في قاعدة بيانات الأفلام على الإنترنت
- فريدي برينز على موقع فايند أغريف